# Elecciones presidenciales de Uruguay de 1830
Las elecciones de 1830 fueron las primeras elecciones celebradas en el naciente Estado Oriental del Uruguay. A través del voto censitario los votantes eligieron 25 diputados y 135 electores que a su vez deberían elegir a los 9 senadores. Posteriormente la nueva Asamblea General, reunida en sesión permanente, elegiría al primer Presidente de la República.
Se llevaron a cabo en dos instancias del mes de agosto de 1830. El día 1° de agosto de 1830 tuvo lugar la elección de los miembros de la primera legislatura de la cámara de representantes. Por su parte, el 8 de agosto se eligieron para cada departamento los 15 electores que conformarían los Colegios Electores de Senador, cuyo cometido era el de elegir a un senador por departamento para integrar la Cámara de Senadores. Una vez instaladas ambas cámaras, uno de sus cometidos fue elegir al primer presidente constitucional del Uruguay, responsabilidad que recayó en Fructuoso Rivera.

## Método
El decreto del 30 de marzo de 1830 establecía la forma de votar en los siguientes artículos:
- 12. Los votos se darán personalmente y de palabra, proponiendo un número doble de personas del que corresponda al de Representantes que deba dar el Departamento; de suerte que se vote por diez en el Departamento que deba dar cinco; ocho donde cuatro, y así en los demás.
- 13. La votación se anotará en listas dobles que formarán a un mismo tiempo dos individuos de la mesa, expresando el nombre del sufragante y las personas por quienes vota; estas listas se confrontarán y firmarán por todos los de las mesas según vayan llenándose los pliegos en que se asienten.

El presidente sería elegido por ambas cámaras según la Constitución, Sección IV, Capítulo 1. Apartado 18: "Nombrar, reunidas ambas cámaras, la persona que hará de desempeñar el poder ejecutivo, y los miembros de la alta corte de justicia."

## Contexto

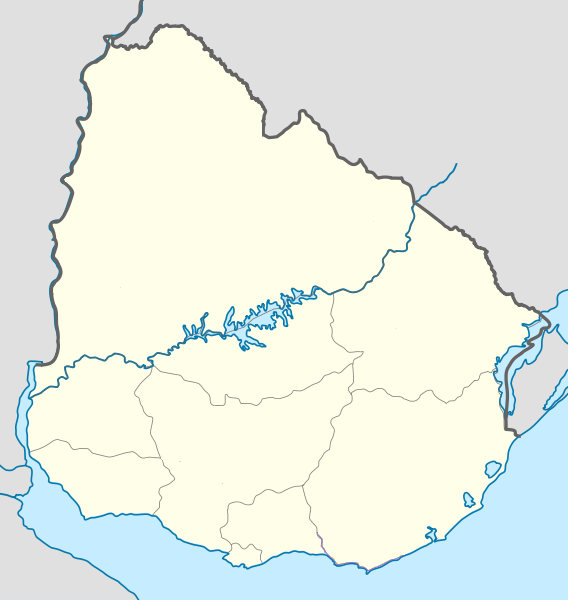
Mapa de los departamentos en 1830

Estos actos eleccionarios se rigieron por lo dispuesto en la primera constitución del Uruguay, jurada por la ciudadanía el 18 de julio de ese mismo año y por la ley electoral promulgada por la Asamblea Constituyente y Legislativa el 1° de abril de 1830. Estos dos textos establecieron que el voto estaba habilitado sólo a algunos sectores de la población, quedando excluidos del sufragio las mujeres, los analfabetos, peones y sirvientes a sueldo, entre otros. Los padrones de electores fueron confeccionados por los Jefes políticos de cada uno de los 9 departamentos con los que contaba Uruguay en ese momento. A esto se le sumó que no existía censo de la población, lo cual resultó en un padrón muy precario. Los sufragios fueron hechos en forma pública y de viva voz. En ese momento no existían partidos políticos ni listas y la única condición que existía para ser candidato a diputado y senador era tener una renta mínima de cuatro mil pesos para los primeros y de diez mil pesos para los segundos.
En estas elecciones se eligieron 9 senadores (uno por cada departamento) y 25 diputados. Según lo estableció el artículo 20 de la constitución, hasta tanto no se realizara un censo de electores, se asignarían 5 diputados para Montevideo, 4 para Maldonado, 3 para Canelones, San José, Colonia, Soriano y Paysandú, y 2 para Durazno y Cerro Largo.

## Resultados

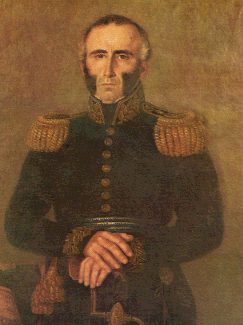
Juan Antonio Lavalleja

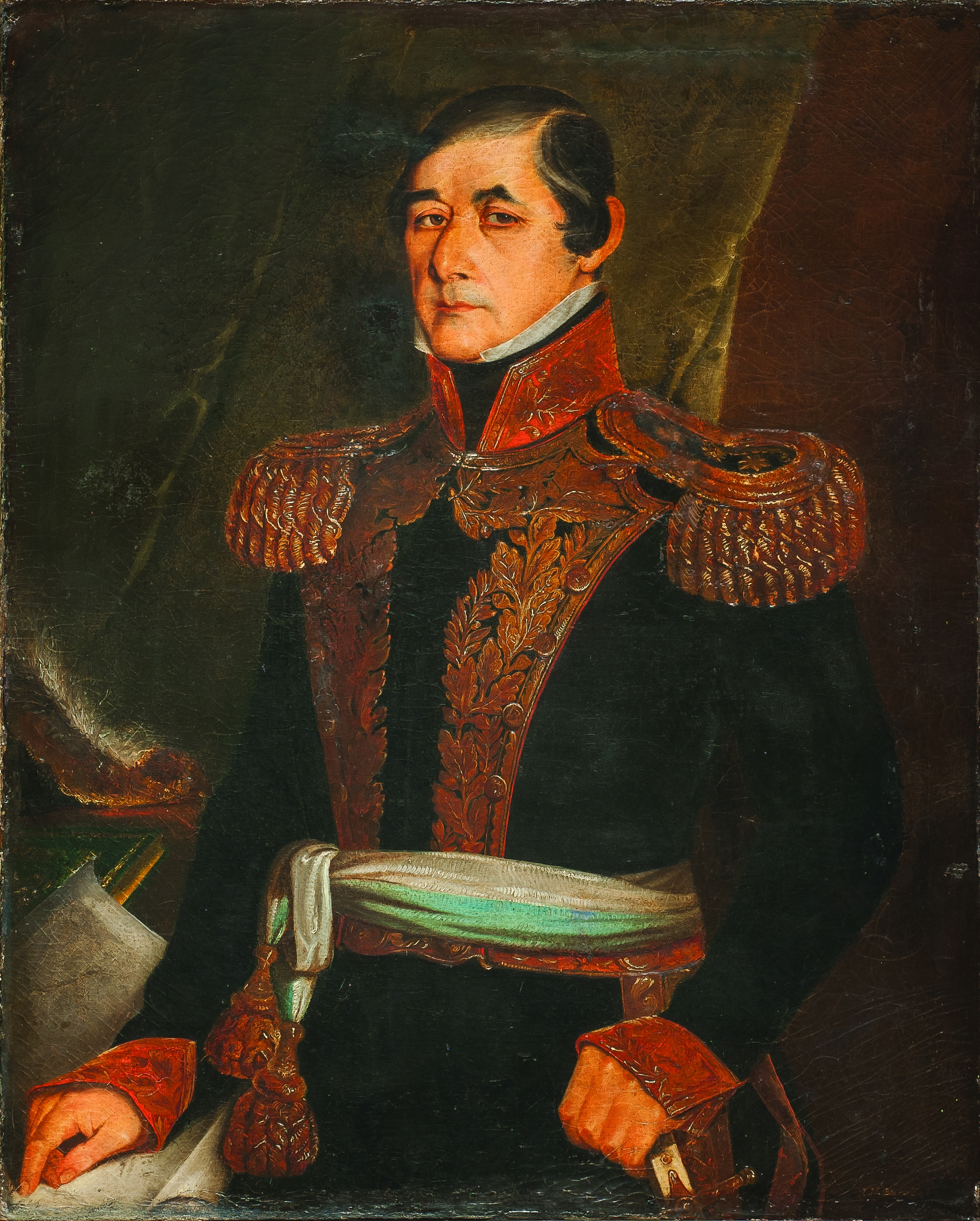
Fructuoso Rivera

Las preferencias políticas de los ciudadanos se dividían en dos marcadas corrientes, una en apoyo a Fructuoso Rivera y otra en apoyo de Juan Antonio Lavalleja. En estas elecciones los partidarios de Rivera obtuvieron la mayoría de los lugares en las cámaras y en la sesión legislativa del 24 de octubre de 1830, Lavalleja obtuvo 5 votos, siendo derrotado por Rivera, quien logró 27 adhesiones de formas algo poco legales con un notorio fraude con varias ayudas, una de las pruebas de esto es que el Departamento de Paysandú sacó más votos que Montevideo. De esta forma, este último quedó consagrado como el primer presidente constitucional de Uruguay. Gabriel Antonio Pereira quedó tercero en la elección con 2 votos y Joaquín Suárez con 1.